# Волчанское (Воронежская область)
Волчанское — село в Каменском районе Воронежской области России.
Административный центр Волчанского сельского поселения

## География

### Улицы
- ул. 70 лет Октября,
- ул. 8 Марта,
- ул. Мира,
- ул. Полевая,
- ул. Советская,
- ул. Совхозная,
- ул. Центральная.

## История
В 1966 г. указом президиума ВС РСФСР село Волчье переименовано в Волчанское.

## Население
| 1859 | 1897 | 2010 |
| ---- | ---- | ---- |
| 587  | ↗954 | ↘454 |